# Oroszlányi Bányászati Gyűjtemény
Az Oroszlányi Bányászati Gyűjtemény a soproni Központi Bányászati Múzeum egyik, az oroszlányi szénbányászatot bemutató, külső kiállítása. A XX. akna Oroszlány legjelentősebb turisztikai célpontja, Majk szomszédságában, a kolostortól mintegy 700 méterre található.

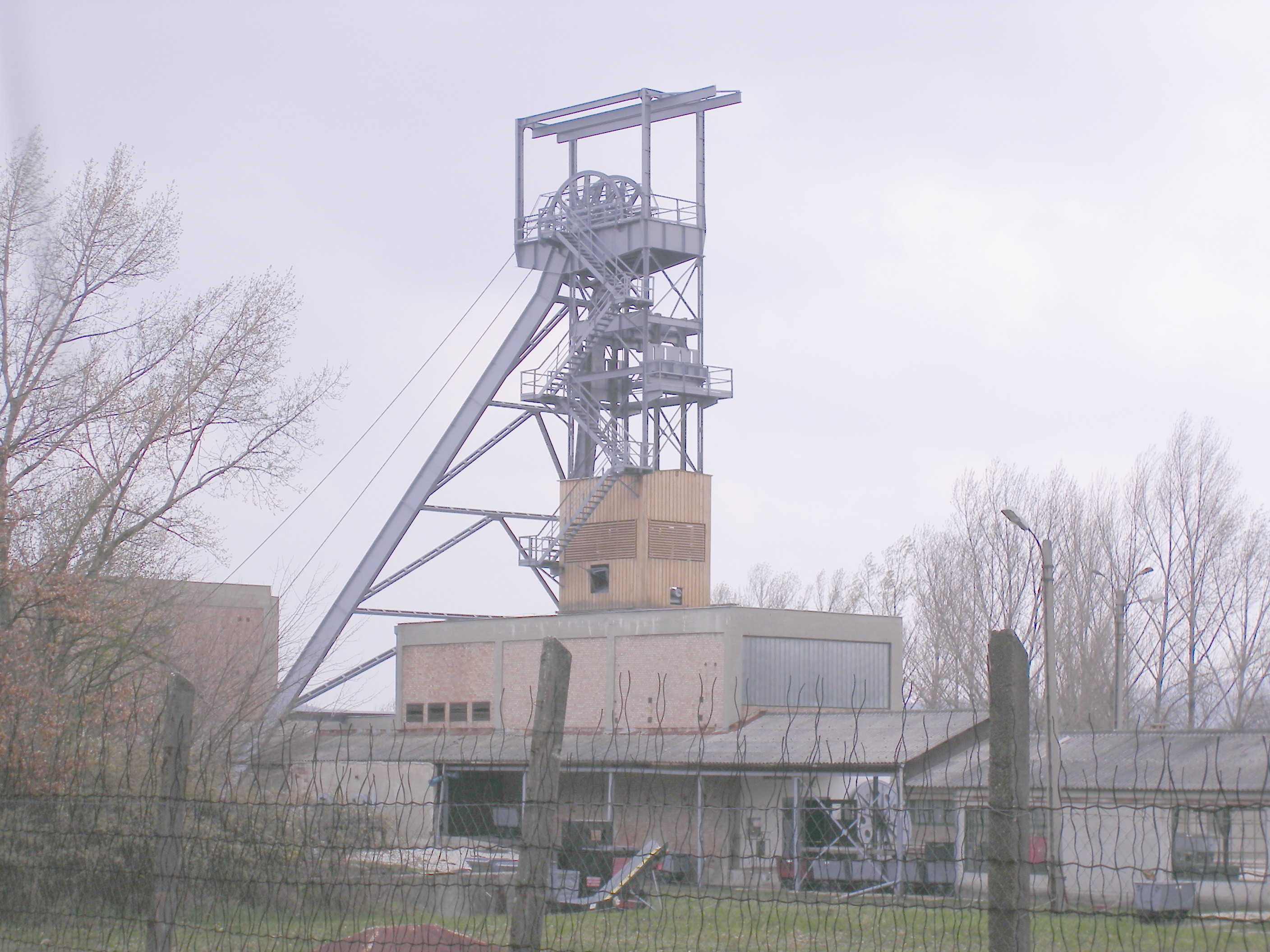
A XX. akna látképe

A gyűjteményt az Oroszlányi Szénbányák Vállalat segítségével állították össze, és a bánya segítette a kiállítása szervezését, a kiállítóhelyek kiépítését is. A múzeum eredetileg a városban, az egykori XVI. akna udvarán és épületeiben nyitotta meg kapuit a látogatók számára 1979-ben, az oroszlányi bányászat megkezdésének 40. évfordulóján. 1994-ig a bányavállalat, majd a bányászatot folytató Vértesi Erőmű Rt. részeként működött. Az Oroszlányi Bányász Múzeum Alapítványt az erőmű közreműködésével hozták létre; az erőmű a XX. akna bezárásának részeként ennek meghagyott épületeibe telepítette át a gyűjteményt, és kiépítette a működtetéséhez szükséges infrastruktúrát. A múzeum új helyszínén 2001-től látogatható. 2004-ben az Oroszlányi Bányász Múzeum Alapítvány beolvadt a Központi Bányászati Múzeum Alapítványba, és az új szervezeti rendben Oroszlányi Bányászati Gyűjtemény néven működik.
A látogató megismerkedhet a bányászat történetével annak kezdetétől a végéig. Az eseményeket színvonalas illusztrációkkal, hitelesen mutatják be. Eredeti állapotában tartották meg a szállítóakna gépházát, aknatornyát, a kapcsolódó kötélpályafeladó állomást, valamint az „üres” és a „tele oldal” csillepálya rendszerét. A 80 méter hosszú látványvágat (bányamakett) és az udvari, szabadtéri kiállítóhely a laikusok számára is szinte testközelbe hozza a szénbányászat fázisait, a bányászok nehéz munkáját.

## Külső hivatkozások
- Irány Magyarország (elérhetőség, nyitvatartás, jegyárak, egyéb információ)